# بوننانارو
بوننانارو، (بالإنجليزية: Bonnanaro)‏، هي بلدية، في مقاطعة ساساري، في إقليم سردينيا الإيطالي، وتقع على بعد حوالي 150 كم (93 ميل) شمال كالياري، وحوالي 30 كم (19 ميل) جنوب شرق ساساري.

## السكان
في سنة 1861 بلغ عدد السكان 1٬175 نسمة، وتطور العدد ليصل في سنة 2011 لـ 1٬021 نسمة.
يظهر هذا المخطط البياني تطور النمو السكاني لـ بوننانارو